# ActiveState Komodo
ActiveState Komodo je vývojové prostředí (IDE) od firmy ActiveState, které je určeno pro dynamické programovací jazyky založené na platformě Mozilla. Podporuje JavaScript, Perl, PHP, Python, Ruby a Tcl; webové aplikační frameworky jako Ruby on Rails a CakePHP; klintské knihovny jako je Yahoo! UI Library a Dojo.

## Komodo IDE
ActiveState ve verzi Komodo IDE 4.0 obsahuje vlastní internetový prohlížeč včetně možnosti ladění, DOM Inspektor, HTTP Inspectoru a inteligentní kód pro jazyky jako JavaScript, CSS, HTML a XML, které umožňují programátorům úpravy a ladění AJAX kódu a multijazykových souborů.
Komodo IDE je k dispozici pro platformy Linux, Mac OS X a Microsoft Windows.

## Komodo editor
Komodo Edit je volně šiřitelný textový editor pro dynamické programovací jazyky, který byl představen v lednu 2007. S vydáním verze 4.3 je zařazen k Open Komodo projektu.
Komodo Edit přebírá mnoho prvků z Komodo IDE – jak podporu jazyků (Perl, PHP, Python, Ruby, Tcl), tak podporu pro platformy (Linux, Mac OS X a Windows). Stejně jako Komodo IDE podporuje prohlížení dalších jazyků jako JavaScript, CSS, HTML a XML.
Byl vyvinut pro programátory, kteří potřebují vícejazykový editor s širokou funkčností, ale nevyužijí vlastnosti IDE prostředí (ladění, DOM prohlížeč, interaktivní příkazovou řádku a kontrolu integrace zdrojového kódu).

## Open Komodo
Na konci roku 2007 oznámil ActiveState, že projekt Komodo Edit bude nadále vyvíjen jako svobodný software. Tento projekt je znám jako Open Komodo. V březnu 2008 uvolnil ActiveState první verzi Komodo Edit (4.3) s open source licencí. Verze pro Windows podporuje Windows XP, Windows 2000 a Windows Vista.